# Статуя Будды в Лэшане
Статуя Будды Майтрейи в Лэшане (кит. трад. 樂山大佛, упр. 乐山大佛, пиньинь Lèshān Dàfó, палл. Лэшань Дафо) — статуя Будды Майтрейя, расположенная недалеко от города Лэшань в китайской провинции Сычуань. Её рост составляет 71 метр, это одна из самых высоких статуй Будды на Земле и, на протяжении более тысячелетия, самое высокое скульптурное произведение в мире (до появления «Родины-матери» в Волгограде). Она высечена в толще скалы в горе Линъюньшань при слиянии трёх рек, лицо Будды обращено к расположенной напротив священной горе Эмэйшань. На южной и северной по отношению к статуе на стенах высечены более 90 каменных изображений бодхисаттв.
Работы по созданию статуи проходили во времена империи Тан, начиная с 713 года, и продолжались девяносто лет. До середины XVII века тело Большого Будды до самой головы было скрыто тринадцатиэтажным храмом «Дасянгэ», изначально называвшимся Павильон Великого Образа. Позже эта постройка была уничтожена.
Статуя Будды Майтрейи в Лэшане признана памятником Всемирного наследия ЮНЕСКО.

## История
Строительство статуи началось по инициативе монаха Чай Туна в 713 году во времена династии Тан. Чай Тун намеревался построить Будду у слияния трёх рек, чтобы он защищал проходящие мимо корабли от опасностей. Безопасность судов фактически повысилась, когда тонны материала, используемого при строительстве, опустили на дно рек, тем самым ограничив опасные течения. Хотя монах организовал сбор средств для покрытия расходов, он не смог собрать достаточно денег, поэтому строительство затянулось на 90 лет. Когда правительственные чиновники узнали о том, что Чай Тун накопил большую сумму, они попытались взыскать с него налоги. К монаху подошел чиновник и потребовал заплатить налог, Чай Тун ответил ему, что лучше отдаст свой глаз, чем деньги, предназначенные для строительства статуи, после чего выколол орган зрения и протянул его чиновнику. Он в ужасе ушёл и больше не возвращался. В строительстве Будды были задействованы тысячи рабочих. Статуя была завершена, когда Чай Тун уже умер, а строительство возглавили два его ученика Цан Чжоу и Вэй Као.
После завершения строительства внешняя поверхность была окрашена краской, статуя инкрустирована драгоценными камнями. Для защиты Будды снаружи построен деревянный павильон. В конце династии Тан, а также в эпоху пяти династий и десяти царств техническое обслуживание статуи не велось. К началу династии Сун Будда был повреждён, его тело покрывал мох, а деревянный павильон снаружи рухнул. Во время правления императора Жэнь-цзуна был проведён масштабный ремонт статуи, а также был перестроен деревянный павильон снаружи. С тех пор нет никаких записей реконструкции Будды. На 1898 году тело статуи находилось в ветхом состоянии, оно было покрыто большим количеством мха, а деревянный павильон вновь полностью разрушился. К 1925 году в углу правого глаза Будды появилось прямоугольное отверстие, а нос и правое ухо полностью отсутствовали. В ответ Чэнь Хунфан, местный военачальник Лэшаня, вложил тысячи юаней в ремонт статуи. Красный песчаник был разрезан на каменные полоски и превращён в маску, закрывающую изначальное лицо Будды. Черты лица было трудно восстановить, поэтому их покрасили в красный цвет. После ремонта Будда изменился до неузнаваемости. С 1930 по 1933 год статуя вновь подвергался капитальному ремонту. В ходе него сбили установленную раннее красную маску, а сильно повреждённый нос достроили деревянным штативом.
После основания Китайской Народной Республики в 1956 году статуя Будды в Лэшане была объявлена Народным комитетом провинции объектом защиты культурных реликвий. Во время «Культурной революции» в Лэшане распространился слух, что студенты хотят взорвать Будду, однако этого так и не случилось.
С 1989 по 1991 год семь подразделений, включая Китайский институт культурных реликвий, провели общее исследование статуи. В ходе этого обследования археологи обнаружили, что голова и правая рука Будды были серьёзно повреждены, во многих другиз местах тела просачивалась вода. До 1992 года офицеры и солдаты Народно-освободительной армии Китая отвечали за уборку сорняков на территории. После этого данную ответственность взял на себя Комитет по управлению территорией Гигантского Будды в Лэшане. В 1996 году статуя и прилегающая к ней гора Эмэйшань были включены в Список всемирного наследия.
Из-за воздействия ветра, повреждения водой, а также из-за того, что изначально Будда построен из низкопрочного красного песчаника, 24 марта 2002 года был начат первый этап проекта реконструкции памятника, который был профинансирован Всемирным банком. Благодаря этому было полностью отреставрировано тело Будды от головы до груди. 23 июня того же года стартовал второй этап. Во время него укреплялись скалы у ног Будды, а также восстанавливались разрушенные эрозией части горной массы под рекой. Кроме того, была построена водонепроницаемая стена, имитирующая скалу, чтобы предотвратить эрозию горной массы речной водой и укрепить основание стоп статуи в целом. После завершения второго этапа платформа у ног расширилась почти до 160 квадратных метров. Общая стоимость двух этапов проекта составила 250 миллионов юаней.

## Описание

### Расположение
Статуя Будды расположена в нескольких километрах от многомиллионного города Лэшань в китайской провинции Сычуань. Гора Эмэйшань, в которой расположена статуя, является одной из Четырёх священных гор буддизма. Ещё в I веке здесь был построен первый в Китае буддийский храм. Постепенно там появилось больше религиозных построек. Из более чем ста храмов до наших дней сохранилось около тридцати.

### Статуя
Статуя расположена к востоку от Лэшаня и обращена на запад. Будда находится в месте слияния рек Миньцзян и Дадухэ. Памятник изображает Будду Майтрею, последователя Шакьямуни, который является Бодхисаттвой. Его высота составляет 71 метр, что делает её одной из крупнейших статуй Будды в мире, а также самой большой в мире статуей Майтрейи.
Будда изображён в сидячем положении, с обнажённой грудью и руками, покоющимися на коленях. Справа от статуи находится длинная лестница, заканчивающаяся террасой. На северной и южной скалах вокруг статуи расположено множество ниш с каменными изображениями бодхисаттв. Для защиты Будды от грунтовых вод используется дренажная система, расположенная непосредственно в самой статуе. Скрытые каналы были найдены за ушами, на голове и непосредственно в одежде.